# کامارا نانگالا
کامارا نانگالا (به فرانسوی: Camara Nangala) نویسنده قرن بیستم میلادی اهل فرانسه است.